# 刘叔宗
劉叔宗（？—535年），名纂，一说字元纂，乐陵郡平昌县（今山东临邑县东北德平镇）人。
劉叔宗为人谦和谨慎，很有学问，举秀才。升任为沧州治中。永安年间，加镇远将军、谏议大夫。哥哥刘海宝，年轻时有侠气，被州人所喜爱。高昂起兵，刘海宝率乡闾袭击沧州以响应高昂，高昂以刘海宝临时主持沧州事。前范阳太守刁整心附尔朱兆，派遣弟弟的儿子刁安寿袭杀刘海宝。刘叔宗还是归顺高昂。中兴初年，高欢任命他为前将军、廷尉少卿。太昌初年，加镇军将军、光禄大夫。天平初年，担任车骑将军、左光禄大夫。天平二年（535年）劉叔宗去世。被追赠使持节、仪同、定州刺史。